# Baeodromus californicus
Baeodromus californicus är en svampart som beskrevs av Arthur 1905. Baeodromus californicus ingår i släktet Baeodromus och familjen Pucciniosiraceae.   Inga underarter finns listade i Catalogue of Life.